# Dirty Loops
Dirty Loops est un groupe de jazz fusion suédois originaire de Stockholm, formé en 2008. Il est composé du claviériste et chanteur Jonah Nilsson, du bassiste Henrik Linder et du batteur Aron Mellergård.

## Historique
Dirty Loops est formé à Stockholm en 2008 par Jonah Nilsson, Henrik Linder et Aron Mellergård, tous trois inscrits à l'Académie royale suédoise de musique où ils étudient le jazz et la production musicale.
Le groupe se fait connaître avec des reprises jazz-funk de chansons pop comme Baby de Justin Bieber, Rolling In The Deep d'Adele ou Just Dance de Lady Gaga. En 2012, Dirty Loops accompagne le compositeur et producteur David Foster dans sa tournée en Asie.
Leur premier album studio, intitulé Loopified, sort en 2014 sous le label Verve Records.
En 2019, Dirty Loops sort les singles Work Shit Out et Next to You. En 2020 sort le single Rock You. Ces trois singles, complétés par World On Fire et Breakdown, composent l'EP Phoenix, sorti le 18 novembre 2020.
En 2021, le groupe sort un album en partenariat avec le guitariste Cory Wong dénommé Turbo, contenant 7 titres dont le titre éponyme Turbo mais aussi Follow The Light ou encore une reprise de Thriller de Michael Jackson.

## Membres
- Jonah Nilsson : chant, clavier
- Henrik Linder : basse
- Aron Mellergård : batterie

## Discographie
- 2014 : Loopified
- 2020 : Phoenix
- 2021 : Turbo avec Cory Wong